# جون ر. كلارك
جون ر. كلارك (بالإنجليزية: John R. Clarke)‏ هو مخترِع أمريكي، ولد في 20 نوفمبر 1945 في فورت سميث في الولايات المتحدة.